# Acanthodelta fulminans
Acanthodelta fulminans är en fjärilsart som beskrevs av Hans Rebel 1915. Acanthodelta fulminans ingår i släktet Acanthodelta och familjen nattflyn. Inga underarter finns listade i Catalogue of Life.